# 2 Pułk Pancerny (II RP)
2 pułk pancerny (2 ppanc) – oddział broni pancernych Wojska Polskiego w II Rzeczypospolitej.

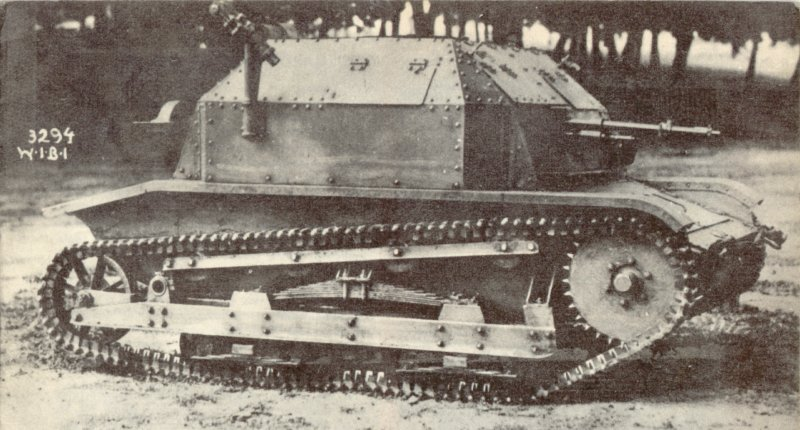
czołg TK-3

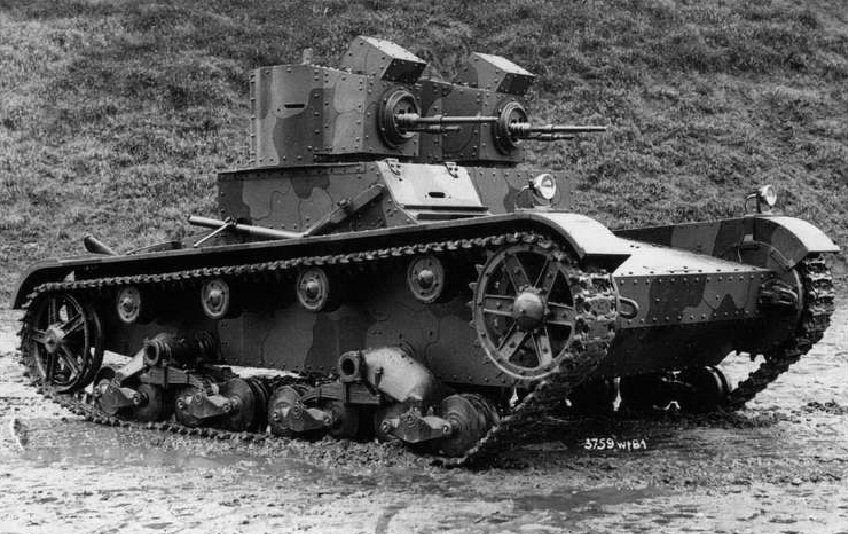
czołg - Vickers E

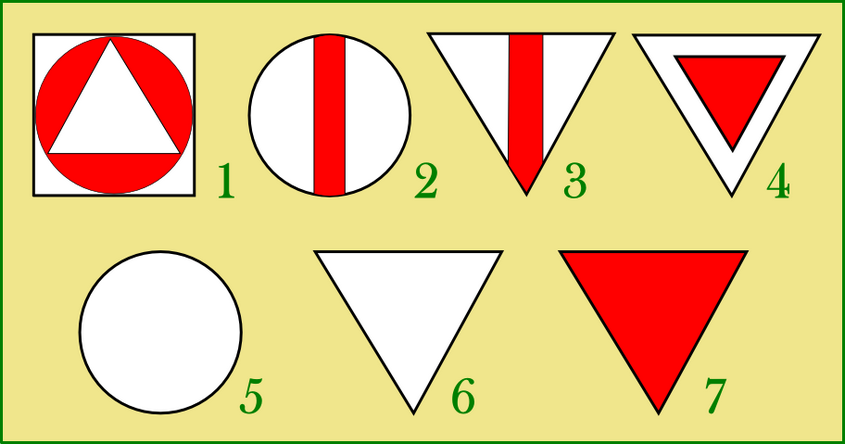
Znaki taktyczne malowane na czołgach lekkich i rozpoznawczych

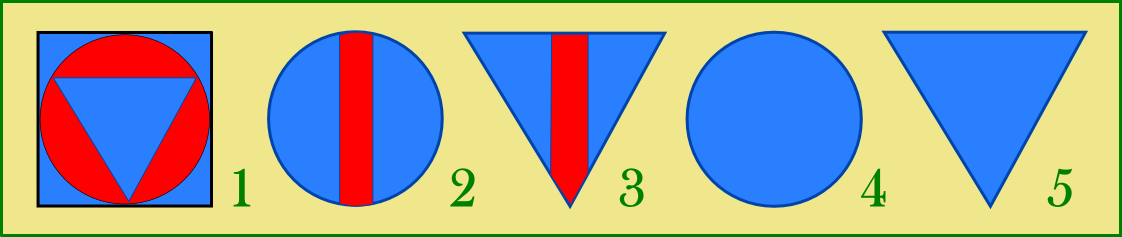
Znaki taktyczne malowane na pojazdach pancernych

## Formowanie i zmiany organizacyjne
Pułk został sformowany na podstawie rozkazu Ministra Spraw Wojskowych z dnia 16 czerwca 1931, w Żurawicy z połączenia 2 dywizjonu samochodów pancernych oraz II batalionu i parku czołgów typu II ze składu 1 pułku czołgów.
W 1933 pułk został przeformowany w 2 batalion czołgów i samochodów pancernych. W następnym roku do batalionu zostali przyjęci żołnierze z rozwiązanej kadry 10 dywizjonu samochodowego w Przemyślu, w tym komendant kadry major Władysław Srocki.
Na podstawie rozkazu Ministra Spraw Wojskowych z dnia 26 lutego 1935 jednostka została przeformowana w 2 batalion pancerny.

## Kadra pułku
- dowódca pułku – ppłk kaw. Józef Koczwara
- zastępca dowódcy pułku - ppłk dypl. piech. Stanisław Antoni Habowski
- dowódca batalionu czołgów – ppłk piech. Rudolf Kostecki
- dowódca dywizjonu samochodów pancernych – mjr kaw. Bolesław Kentro

- rtm. rez. kaw. Tadeusz Sulimirski